# Giro Rosa 2013
Il Giro Rosa 2013, ventiquattresima edizione della corsa, si è svolto tra il 30 giugno e il 7 luglio 2013 su un percorso di 801,9 km suddivisi in otto tappe. È stato vinto dalla statunitense Mara Abbott, già prima nell'edizione 2010 della gara, davanti all'italiana Tatiana Guderzo e alla tedesca Claudia Häusler.

## Percorso
Il percorso misura 801,9 chilometri, suddivisi in otto tappe, sette in linea e una a cronometro. La corsa è partita da Giovinazzo, in provincia di Bari, per concludersi sette giorni dopo a Cremona.

## Tappe
| Tappa  | Data      | Percorso                                  | km    | Vincitrice di tappa | Leader cl. generale |
| ------ | --------- | ----------------------------------------- | ----- | ------------------- | ------------------- |
| 1ª     | 30 giugno | Giovinazzo > Margherita di Savoia         | 123,8 | Kirsten Wild        | Marianne Vos        |
| 2ª     | 1º luglio | Pontecagnano Faiano > Pontecagnano Faiano | 99,6  | Giorgia Bronzini    | Marianne Vos        |
| 3ª     | 2 luglio  | Cerro al Volturno > Cerro al Volturno     | 111   | Marianne Vos        | Marianne Vos        |
| 4ª     | 3 luglio  | Monte San Vito > Castelfidardo            | 137,2 | Marianne Vos        | Marianne Vos        |
| 5ª     | 4 luglio  | Varazze > Monte Beigua                    | 73,3  | Mara Abbott         | Mara Abbott         |
| 6ª     | 5 luglio  | Terme Di Premia > San Domenico            | 121   | Mara Abbott         | Mara Abbott         |
| 7ª     | 6 luglio  | Corbetta > Corbetta                       | 120   | Marianne Vos        | Mara Abbott         |
| 8ª     | 7 luglio  | Cremona (Cron. individuale)               | 16    | Ellen van Dijk      | Mara Abbott         |
| Totale | Totale    | Totale                                    | 801,9 |                     |                     |

## Squadre e corridori partecipanti
Partecipano alla competizione 20 squadre, diciotto formazioni UCI Women's e due rappresentative nazionali, per un totale di 156 cicliste iscritte.
| N.    | Cod. | Squadra                    |
| ----- | ---- | -------------------------- |
| 1-8   | BPK  | BePink                     |
| 9-16  | BPD  | Bizkaia-Durango            |
| 14-24 | DLT  | Boels-Dolmans Cycling Team |
| 25-32 | FLF  | Faren-Kuota                |
| 33-39 | HPU  | Hitec Products UCK         |
| 40-47 | LBL  | Lotto-Belisol Ladies       |
| 48-55 | MCG  | MCipollini-Giordana        |
| 56-63 | NED  | Paesi Bassi                |
| 64-71 | GEW  | Orica-AIS                  |
| 72-78 | PZC  | Pasta Zara-Cogeas          |

| N.      | Cod. | Squadra                     |
| ------- | ---- | --------------------------- |
| 79-86   | RBW  | Rabobank Women Cycling Team |
| 87-94   | RVL  | RusVelo                     |
| 95-102  | MIC  | SC Michela Fanini-Rox       |
| 103-110 | SEF  | Servetto-Footon             |
| 111-118 | SLU  | Team Specialized-Lululemon  |
| 119-124 | TIB  | Team Tibco-To The Top       |
| 125-132 | TOG  | Top Girls Fassa Bortolo     |
| 133-140 | USA  | Stati Uniti                 |
| 141-148 | VAI  | Vaiano-Fondriest            |
| 149-156 | WHT  | Wiggle-Honda                |

## Dettagli delle tappe

### 1ª tappa
- 30 giugno: Giovinazzo > Margherita di Savoia – 123,8 km

Risultati
| Pos. | Corridore         | Squadra     | Tempo    |
| ---- | ----------------- | ----------- | -------- |
| 1    | Kirsten Wild      | Paesi Bassi | 2h53'55" |
| 2    | Marianne Vos      | Rabobank    | s.t.     |
| 3    | Marta Tagliaferro | MCipollini  | s.t.     |

| Pos. | Corridore         | Squadra     | Tempo    |
| ---- | ----------------- | ----------- | -------- |
| 1    | Marianne Vos      | Rabobank    | 2h53'43" |
| 2    | Kirsten Wild      | Paesi Bassi | a 2"     |
| 3    | Marta Tagliaferro | MCipollini  | a 8"     |

### 2ª tappa
- 1º luglio: Pontecagnano Faiano > Pontecagnano Faiano – 99,6 km

Risultati
| Pos. | Corridore         | Squadra       | Tempo    |
| ---- | ----------------- | ------------- | -------- |
| 1    | Giorgia Bronzini  | Wiggle-Honda  | 2h34'03" |
| 2    | Marianne Vos      | Rabobank      | s.t.     |
| 3    | Barbara Guarischi | Vaiano-Fondr. | s.t.     |

| Pos. | Corridore         | Squadra       | Tempo    |
| ---- | ----------------- | ------------- | -------- |
| 1    | Marianne Vos      | Rabobank      | 5h27'37" |
| 2    | Marta Tagliaferro | MCipollini    | a 17"    |
| 3    | Barbara Guarischi | Vaiano-Fondr. | a 17"    |

### 3ª tappa
- 2 luglio: Cerro al Volturno > Cerro al Volturno – 111 km

Risultati
| Pos. | Corridore       | Squadra    | Tempo    |
| ---- | --------------- | ---------- | -------- |
| 1    | Marianne Vos    | Rabobank   | 2h49'44" |
| 2    | Claudia Häusler | Team Tibco | a 45"    |
| 3    | Tatiana Guderzo | MCipollini | s.t.     |

| Pos. | Corridore       | Squadra    | Tempo    |
| ---- | --------------- | ---------- | -------- |
| 1    | Marianne Vos    | Rabobank   | 8h17'08" |
| 2    | Claudia Häusler | Team Tibco | a 1'13"  |
| 3    | Tatiana Guderzo | MCipollini | a 1'15"  |

### 4ª tappa
- 3 luglio: Monte San Vito > Castelfidardo – 137,2 km

Risultati
| Pos. | Corridore        | Squadra       | Tempo    |
| ---- | ---------------- | ------------- | -------- |
| 1    | Marianne Vos     | Rabobank      | 3h14'28" |
| 2    | Evelyn Stevens   | Specialized   | a 3"     |
| 3    | Ashleigh Moolman | Lotto-Belisol | s.t.     |

| Pos. | Corridore       | Squadra    | Tempo     |
| ---- | --------------- | ---------- | --------- |
| 1    | Marianne Vos    | Rabobank   | 11h31'23" |
| 2    | Tatiana Guderzo | MCipollini | a 1'31"   |
| 3    | Claudia Häusler | Team Tibco | a 1'33"   |

### 5ª tappa
- 4 luglio: Varazze > Monte Beigua – 73,3 km

Risultati
| Pos. | Corridore        | Squadra     | Tempo    |
| ---- | ---------------- | ----------- | -------- |
| 1    | Mara Abbott      | Stati Uniti | 2h25'25" |
| 2    | Francesca Cauz   | Top Girls   | a 1'44"  |
| 3    | Fabiana Luperini | Faren-Kuota | a 1'49"  |

| Pos. | Corridore        | Squadra     | Tempo     |
| ---- | ---------------- | ----------- | --------- |
| 1    | Mara Abbott      | Stati Uniti | 13h58'43" |
| 2    | Tatiana Guderzo  | MCipollini  | a 1'27"   |
| 3    | Fabiana Luperini | Faren-Kuota | a 1'34"   |

### 6ª tappa
- 5 luglio: Terme Di Premia > San Domenico – 121 km

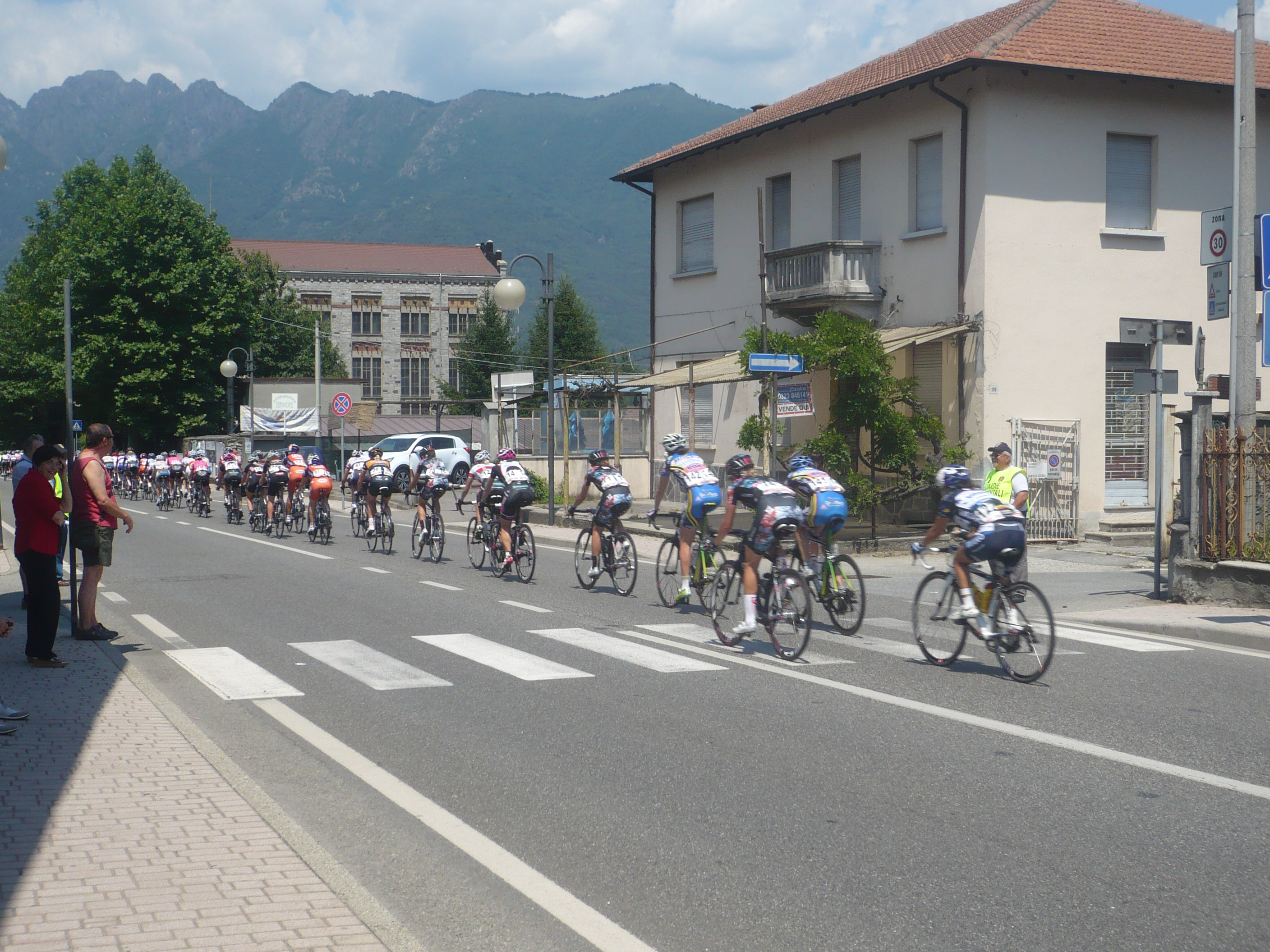
Coda del gruppo nei pressi di Gravellona Toce

Risultati
| Pos. | Corridore       | Squadra     | Tempo    |
| ---- | --------------- | ----------- | -------- |
| 1    | Mara Abbott     | Stati Uniti | 3h16'01" |
| 2    | Claudia Häusler | Team Tibco  | a 24"    |
| 3    | Francesca Cauz  | Top Girls   | a 34"    |

| Pos. | Corridore       | Squadra     | Tempo     |
| ---- | --------------- | ----------- | --------- |
| 1    | Mara Abbott     | Stati Uniti | 17h14'13" |
| 2    | Tatiana Guderzo | MCipollini  | a 2'40"   |
| 3    | Claudia Häusler | Team Tibco  | a 2'55"   |

### 7ª tappa
- 6 luglio: Corbetta > Corbetta – 120 km

Risultati
| Pos. | Corridore        | Squadra      | Tempo    |
| ---- | ---------------- | ------------ | -------- |
| 1    | Marianne Vos     | Rabobank     | 2h52'07" |
| 2    | Giorgia Bronzini | Wiggle-Honda | s.t.     |
| 3    | Shelley Olds     | Team Tibco   | a 34"    |

| Pos. | Corridore       | Squadra     | Tempo     |
| ---- | --------------- | ----------- | --------- |
| 1    | Mara Abbott     | Stati Uniti | 20h06'50" |
| 2    | Tatiana Guderzo | MCipollini  | a 2'28"   |
| 3    | Claudia Häusler | Team Tibco  | a 2'52"   |

### 8ª tappa
- 7 luglio: Cremona – Cronometro individuale – 16 km

Risultati
| Pos. | Corridore      | Squadra     | Tempo  |
| ---- | -------------- | ----------- | ------ |
| 1    | Ellen van Dijk | Specialized | 21'12" |
| 2    | Evelyn Stevens | Specialized | a 35"  |
| 3    | Shara Gillow   | Orica-AIS   | a 52"  |

| Pos. | Corridore       | Squadra     | Tempo     |
| ---- | --------------- | ----------- | --------- |
| 1    | Mara Abbott     | Stati Uniti | 20h30'15" |
| 2    | Tatiana Guderzo | MCipollini  | a 1'33"   |
| 3    | Claudia Häusler | Team Tibco  | a 2'18"   |

## Evoluzione delle classifiche
| Tappa              | Vincitrice         | Classifica generale Maglia rosa | Classifica a punti Maglia ciclamino | Classifica GPM Maglia verde | Classifica giovani Maglia bianca | Classifica italiane Maglia azzurra |
| ------------------ | ------------------ | ------------------------------- | ----------------------------------- | --------------------------- | -------------------------------- | ---------------------------------- |
| 1                  | Kirsten Wild       | Marianne Vos                    | Kirsten Wild                        | Valentina Scandolara        | Julie Leth                       | Marta Tagliaferro                  |
| 2                  | Giorgia Bronzini   | Marianne Vos                    | Marianne Vos                        | Valentina Scandolara        | Barbara Guarischi                | Marta Tagliaferro                  |
| 3                  | Marianne Vos       | Marianne Vos                    | Marianne Vos                        | Valentina Scandolara        | Rossella Ratto                   | Tatiana Guderzo                    |
| 4                  | Marianne Vos       | Marianne Vos                    | Marianne Vos                        | Marianne Vos                | Anna van der Breggen             | Tatiana Guderzo                    |
| 5                  | Mara Abbott        | Mara Abbott                     | Marianne Vos                        | Tiffany Cromwell            | Francesca Cauz                   | Tatiana Guderzo                    |
| 6                  | Mara Abbott        | Mara Abbott                     | Marianne Vos                        | Mara Abbott                 | Francesca Cauz                   | Tatiana Guderzo                    |
| 7                  | Marianne Vos       | Mara Abbott                     | Marianne Vos                        | Mara Abbott                 | Francesca Cauz                   | Tatiana Guderzo                    |
| 8                  | Ellen van Dijk     | Mara Abbott                     | Marianne Vos                        | Mara Abbott                 | Francesca Cauz                   | Tatiana Guderzo                    |
| Classifiche finali | Classifiche finali | Mara Abbott                     | Marianne Vos                        | Mara Abbott                 | Francesca Cauz                   | Tatiana Guderzo                    |

## Classifiche finali

### Classifica generale - Maglia rosa
| Pos. | Corridore          | Squadra        | Tempo     |
| ---- | ------------------ | -------------- | --------- |
| 1    | Mara Abbott        | Stati Uniti    | 20h30'15" |
| 2    | Tatiana Guderzo    | MCipollini     | a 1'33"   |
| 3    | Claudia Häusler    | Team Tibco     | a 2'18"   |
| 4    | Shara Gillow       | Orica-AIS      | a 3'29"   |
| 5    | Evelyn Stevens     | Specialized    | a 3'39"   |
| 6    | Marianne Vos       | Rabobank       | a 4'08"   |
| 7    | Francesca Cauz     | Top Girls      | a 4'25"   |
| 8    | Ashleigh Moolman   | Lotto-Belisol  | a 5'23"   |
| 9    | Jevhenija Vysoc'ka | Michela Fanini | a 6'48"   |
| 10   | Alena Amjaljusik   | BePink         | a 7'25"   |

### Classifica a punti - Maglia ciclamino
| Pos. | Corridore       | Squadra     | Punti |
| ---- | --------------- | ----------- | ----- |
| 1    | Marianne Vos    | Rabobank    | 74    |
| 2    | Claudia Häusler | Team Tibco  | 35    |
| 3    | Evelyn Stevens  | Specialized | 35    |
| 4    | Tatiana Guderzo | MCipollini  | 34    |
| 5    | Mara Abbott     | Stati Uniti | 33    |

### Classifica del Gran Premio della Montagna - Maglia verde
| Pos. | Corridore            | Squadra     | Punti |
| ---- | -------------------- | ----------- | ----- |
| 1    | Mara Abbott          | Stati Uniti | 30    |
| 2    | Tiffany Cromwell     | Orica-AIS   | 23    |
| 3    | Valentina Scandolara | MCipollini  | 22    |
| 4    | Marianne Vos         | Rabobank    | 22    |
| 5    | Francesca Cauz       | Top Girls   | 20    |

### Classifica giovani - Maglia bianca
| Pos. | Corridore            | Squadra        | Tempo     |
| ---- | -------------------- | -------------- | --------- |
| 1    | Francesca Cauz       | Top Girls      | 20h34'40" |
| 2    | Rossella Ratto       | Hitec Products | a 3'34"   |
| 3    | Georgia Williams     | BePink         | a 6'46"   |
| 4    | Anna van der Breggen | Paesi Bassi    | a 8'56"   |
| 5    | Jessie Daams         | Boels-Dol.     | a 10'09"  |

### Classifica italiane - Maglia azzurra
| Pos. | Corridore       | Squadra        | Tempo     |
| ---- | --------------- | -------------- | --------- |
| 1    | Tatiana Guderzo | MCipollini     | 20h31'48" |
| 2    | Francesca Cauz  | Fassa Bortolo  | a 2'52"   |
| 3    | Rossella Ratto  | Hitec Products | a 6'26"   |
| 4    | Jennifer Fiori  | Top Girls      | a 12'43"  |
| 5    | Dalia Muccioli  | BePink         | a 20'27"  |